# VEB Kombinat Fahrzeugelektrik Ruhla

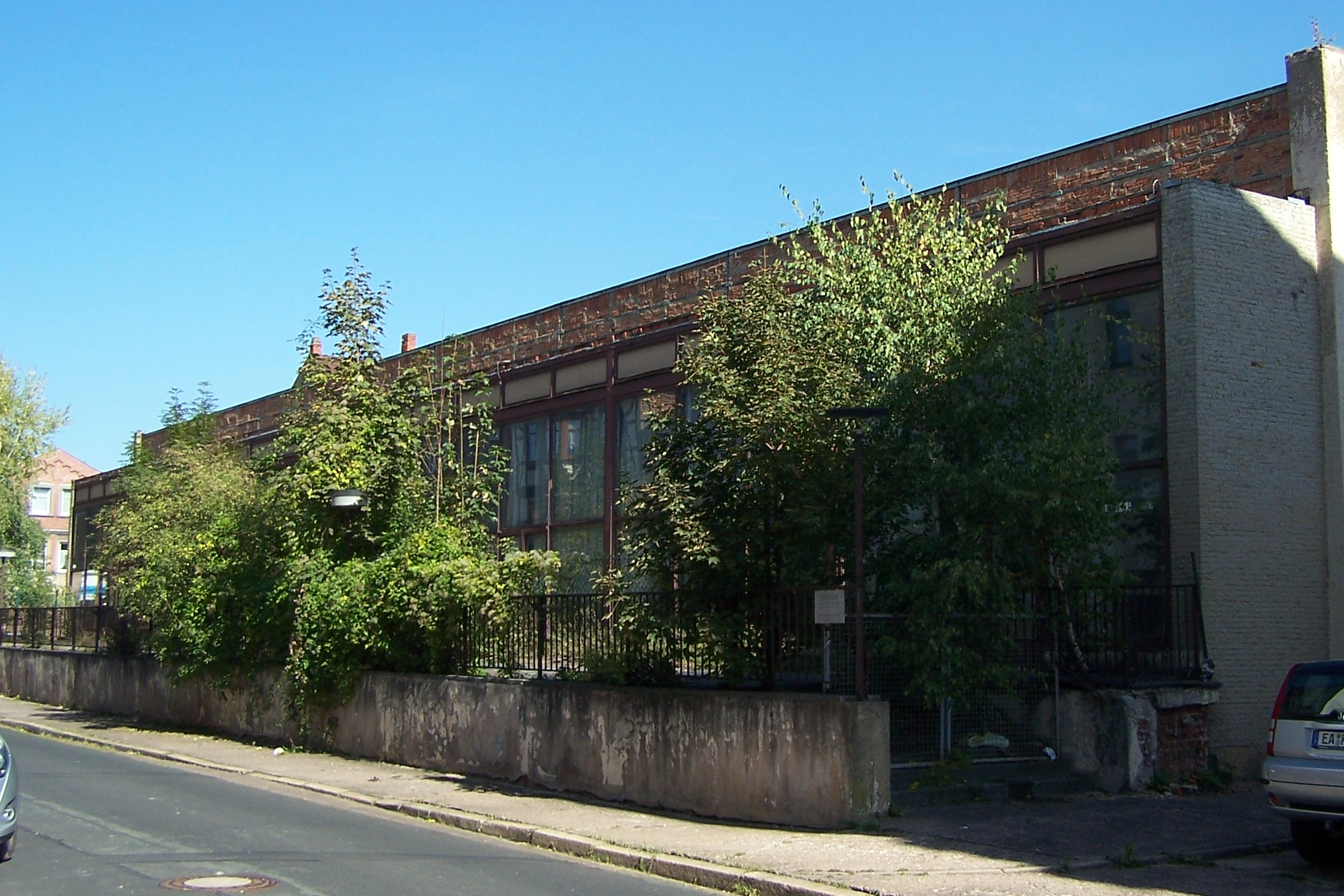
Betriebsgebäude Adelheidstraße (Zustand 2011)

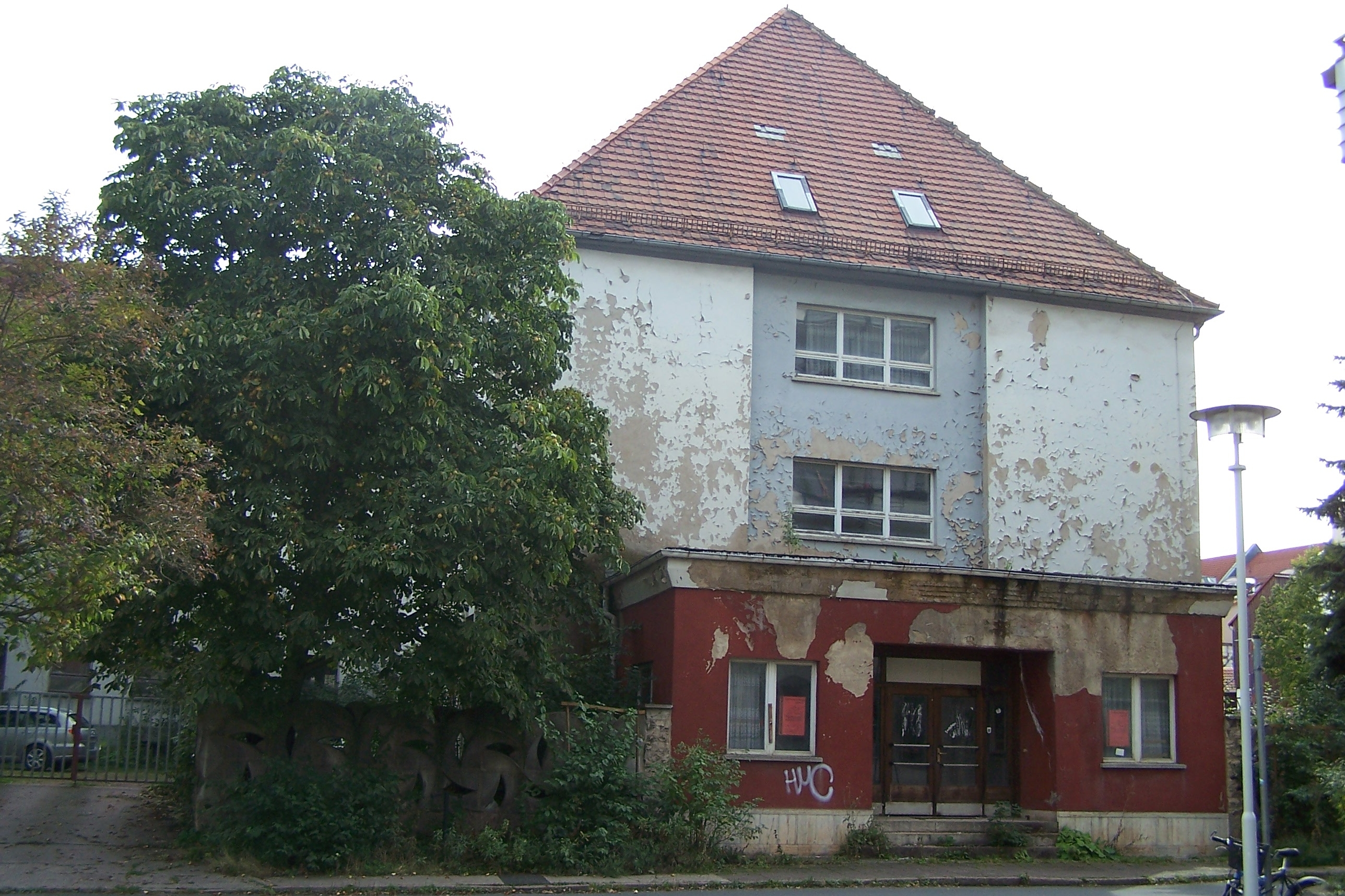
Verwaltungsgebäudes der Kombinatsleitung in der Eisenacher Fritz-Erbe-Straße (Zustand 2011)

Der VEB Kombinat Fahrzeugelektrik Ruhla war ein am 1. Oktober 1968 gegründetes Kombinat in der DDR, es war im Kerngeschäft Hersteller von Baugruppen und Zubehör der Fahrzeugelektrik und der Fahrradtechnik, und wurde durch die 1978 erfolgte Übernahme des Kombinates Galvanische Elemente Zwickau auch zum Hauptproduzent des volkswirtschaftlich bedeutsamen Wirtschaftszweiges der Akkumulatorenfertigung.
Das Kombinat war dem Ministerium für Elektrotechnik und Elektronik unterstellt, hatte seinen Verwaltungssitz in der thüringischen Kreisstadt Eisenach. Das Kombinat setzte sich aus acht Volkseigenen Betrieben (VEB) und zahlreichen zugeteilten Kleinbetrieben und Werkstätten zusammen und verfügte im Jahr 1990 über 11571 Mitarbeiter. Mit dem Fall der Mauer am 9. November 1989 begann für das Kombinat ein Anpassungsprozess von der staatlich gelenkten Plan- zur Marktwirtschaft, bei dem zahlreiche Betriebsteile, auch auf Betreiben der Treuhandanstalt, liquidiert wurden. Als Nachfolgeunternehmen des Stammbetriebes bestand die FER Fahrzeugelektrik GmbH bis zum Jahr 2008.
Unter dem Markenzeichen FER werden noch Produkte hergestellt. Das Produktprogramm besteht vor allem aus Komponenten für den Automobilbau: Beleuchtungseinrichtungen (u. a. in Eisenach und Mexiko), Signalhörnern (u. a. in Polen) und Sensoren. Kabelbäume werden nicht mehr gefertigt.

## Vorgeschichte

### Otto Schlothauer & Söhne (Ruhla)

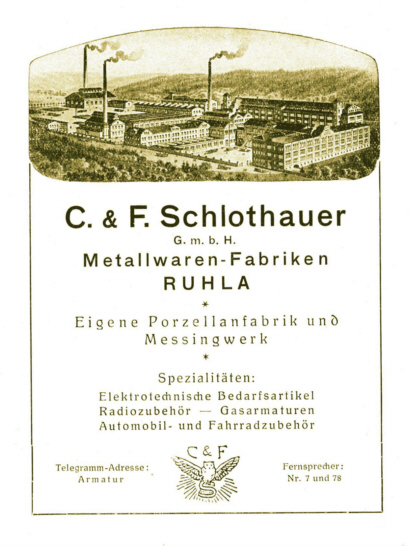
Werbung (ca. 1920)

In Ruhla wurde 1867 unter der Firma Otto Schlothauer & Söhne OHG eine Metallwarenfabrik gegründet, die sich zunächst auf die Serienfabrikation von Beschlagteilen für Schuhsohlen und auf Messingzubehör für die zu jener Zeit beliebten Ruhlaer Meerschaumpfeifen spezialisierte. Für den Betrieb wurde eine ehemalige Schleifmühle am Erbstrom genutzt. Die Söhne Christoph und Friedrich Schlothauer erkannten in der Fertigung von Gasarmaturen und Drehteilen aus Messing eine völlig neue Produktpalette. Durch den Kauf einer Dampfmaschine und weitere Investitionen in die Bausubstanz entstand am südlichen Stadtrand von Ruhla In den Klippen ein zweiter metallverarbeitender Großbetrieb der Bergstadt Ruhla. Ab 1900 wurden im Hauptwerk elektrische Lampenfassungen und diverse Schalter gefertigt. Seit den 1920er Jahren wurden auch elektrische Schalter für Automobile, Fahrräder und Radioempfänger gefertigt.
Mit Beginn des Zweiten Weltkriegs erlangte das Unternehmen – inzwischen unter der Firma C. & F. Schlothauer GmbH – als Rüstungsbetrieb (Zulieferer für Bordinstrumente im Flugzeugbau) weitere Bedeutung. Nach der Enteignung der Altbesitzer im Juli 1945 erfolgte am 19. Juli 1946 die Zuteilung an die Sowjetische Elektrotechnische AG, eine auf dem Gebiet der sowjetischen Besatzungszone tätige Sowjetische Aktiengesellschaft. Das Werk hatte zu diesem Zeitpunkt etwa 350 Mitarbeiter. Die Produktion von elektrotechnischen Installationsmaterialien wurde Anfang der 1950er Jahre an den Betrieb VEB Elektroinstallation Ruhla abgegeben.

### Eisenacher Metallwarenfabrik Alfred Schwarz
Im Eisenacher Gewerbegebiet Am Kupferhammer / Oppenheimstraße wurde 1907 die Alfred Schwarz GmbH mit 70 Mitarbeitern gegründet, die das Kürzel MELAS als Wortmarke verwendete. Zum Kerngeschäft gehörte zunächst die Sparte Beleuchtungstechnik (Karbid- und Petroleumlampen) für Kutschen, Laternen, Glocken und Hupen für Fahrräder und Kutschen, auch Pedale und Luftpumpen. Im Ersten Weltkrieg wurde auch für die Rüstungsproduktion fertigte. Nach 1920 wurde die Fertigung von Auto- und Fahrradzubehörteilen zum Hauptzweig der Fertigung: Schalter, elektrische Rückstrahler, Autowinker, Begrenzungsleuchten, Warn- und Stoppleuchten, Nummernschilder und erste Scheibenwischermotoren wurden zum Teil selbst entwickelt oder in Lizenz gefertigt. 1923 wurden 40 Prozent der hergestellten Waren exportiert, der Betrieb wuchs auf 400 Beschäftigte im Jahr 1927. Der Unternehmensgründer starb 1935 bei einem Unfall. Das Unternehmen wurde in eine Aktiengesellschaft umgewandelt (Metallwerk Alfred Schwarz AG), deren Aktienmehrheit spätestens 1938 die „Union“ Gesellschaft für Metallindustrie Sils, van de Loo & Co. mit Sitz in Fröndenberg hielt. Das Eisenacher Werk hatte im Sommer 1939 bereits 1000 Mitarbeiter.
Mit Kriegsausbruch mussten bevorzugt Bedarfsartikel für die Kriegswirtschaft hergestellt werden, zum Sortiment gehörten Kleinmotoren, Tarnscheinwerfer und Zünder. Mehrfach wurde das Werk durch Luftangriffe und daraus entstandenen Brände beschädigt, im April zerstörte US-amerikanischer Granatbeschuss nochmals mehrere Fabrikgebäude im westlichen Werksgelände.
In den ersten Nachkriegsjahren kooperierte das Unternehmen mit dem Stuttgarter Betriebsteil von Bosch, man lieferte Fahrtrichtungsanzeiger und erhielt dafür Lichtmaschinen, Zündelektrik und Anlasser. Die Belegschaft umfasste 1946 bereits wieder 400 Mitarbeiter. 1947 wurde der Betrieb enteignet, 1948 in Volkseigentum überführt und fusionierte mit weiteren Eisenacher Betrieben zum VEB Auto- und Fahrradelektrik Eisenach (AUFA). Am bedeutendsten war das erst in den 1920er Jahren erbaute Hauptwerk der ehemaligen Zigarrenfabrik Bruns am Eisenacher Westbahnhof, es lag nur 500 m vom Hauptwerk an der Oppenheimstraße entfernt und wurde später zum Standort der Wischermotorenfertigung. Die Eisenacher Produktionsstätte an der Oppenheimstraße übernahm noch Anfang der 1950er Jahre die Fertigung von Blinkgebern, Innenraumleuchten und weiteren Leuchtenbaugruppen. Die Mitarbeiterzahl wurde 1957 auf 1065 gesteigert.

### Fusion der Eisenacher und Ruhlaer Werke
Bereits 1947 wurde in Ruhla versuchsweise mit der Fertigung von Lichtmaschinen für den Fahrzeugbau in der Sowjetischen Besatzungszone begonnen. Der Hauptkunde, das Automobilwerk Eisenach, war noch in den 1950er Jahren auf die Lieferung bestimmter Bauteile und Materialien aus der Bundesrepublik angewiesen, daher mussten Ersatzhersteller in der DDR gefunden werden.
1958 wurde das Ruhlaer Werk mit der Eisenacher AUFA zum VEB Fahrzeugelektrik Ruhla zusammengeschlossen. In den 1960er Jahren erfolgte eine standortbedingte Konzentration und Standardisierung: Im Werk I in Ruhla wurden nur noch Anlasser und Signalhörner für die Autoindustrie hergestellt, im Werk II in Eisenach (entstanden aus dem ehemaligen Metallwerk Schwarz (MELAS bzw. AUFA)) Wischermotoren für Scheibenwischer und Fahrradbeleuchtungstechnik, im Werk III in Brotterode elektromagnetische Schalter und Scheinwerfer für die Autos und im Werk IV in Gumpelstadt die Zündverteiler.

## Die Gründung des Kombinats VEB Fahrzeugelektrik Ruhla

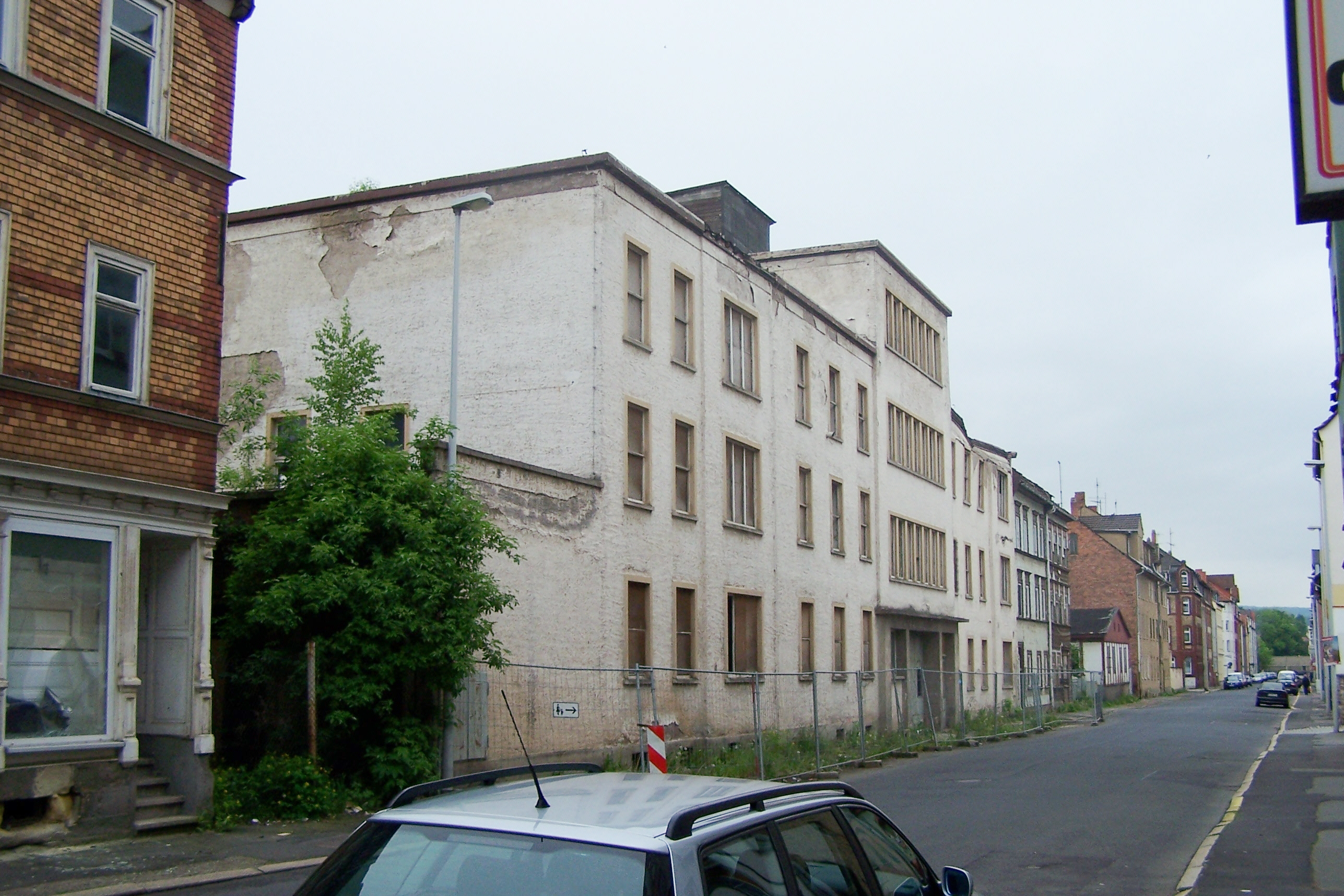
Einstiges Fertigungsgebäude des Stammwerkes (Werk II) in der Eisenacher Oppenheimstraße

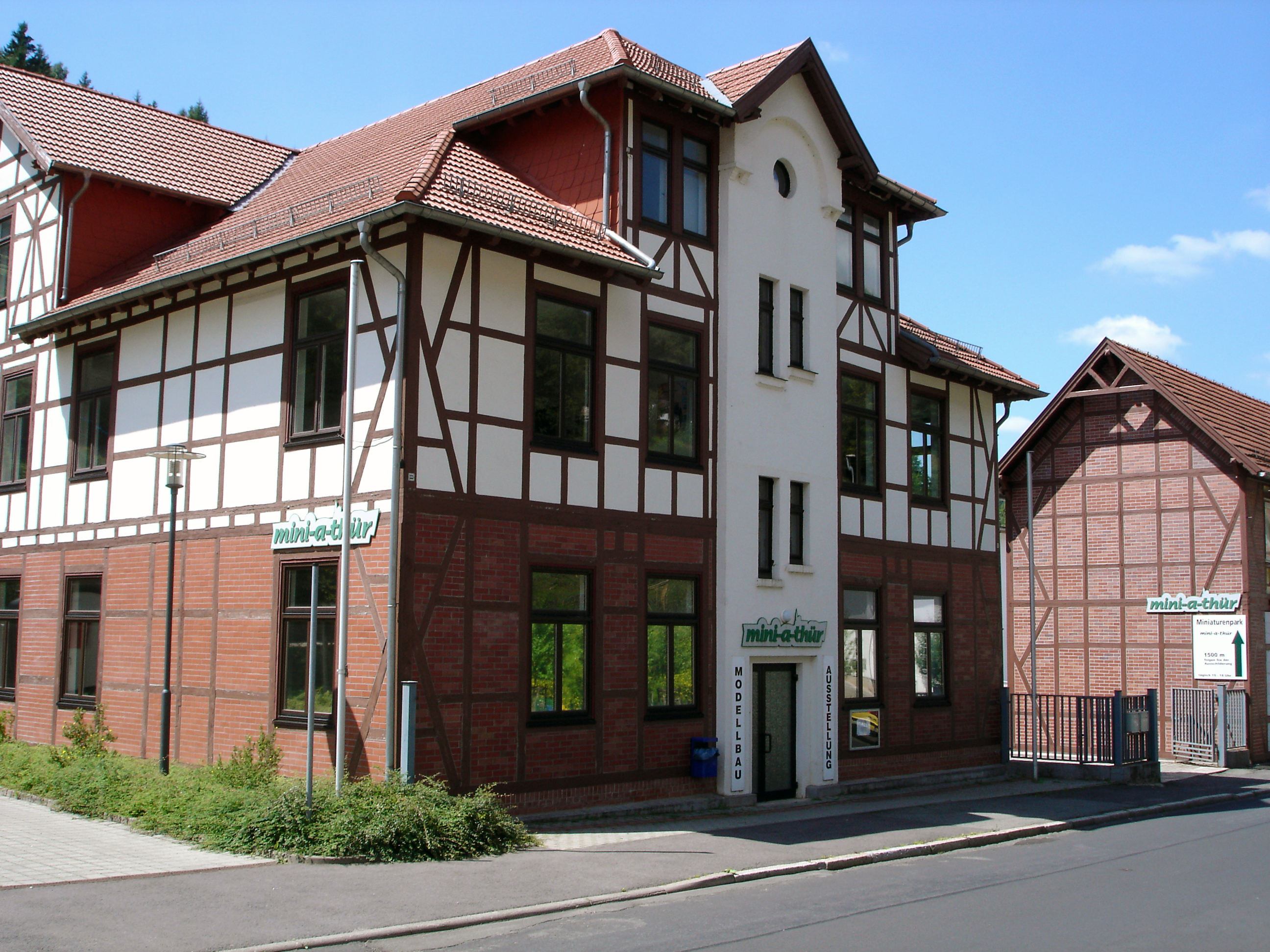
Ehemaliges Bürogebäude in der Ruhlaer Innenstadt (Standort der Fanfarenfertigung)

Im Ergebnis einer Serie von Wirtschaftsreformen in der DDR wurde am 1. Oktober 1968 das Kombinat VEB Fahrzeugelektrik Ruhla gegründet.
Weitere Kombinatsbetriebe aus der Automobilbau-Zulieferbranche waren die Werke
- VEB Metallwaren (MEWA) Ruhla
- VEB Fahrzeugelektrik Karl-Marx-Stadt
- VEB Fahrzeugelektrik Ilmenau
- VEB Fahrzeugelektrik Pirna
- VEB Fahrzeugelektrik Thalheim.

Die Gesamtbeschäftigtenzahl des Kombinates betrug im Jahr 1969 4750 Mitarbeiter. Der Gesamtumfang der Produktionsleistungen betrug 230 Mio. Mark. Im Jahr 1977 waren etwa 6500 Mitarbeiter im Kombinat beschäftigt, die Produktionsleistung betrug nun 456 Mio. Mark.
Im Jahr 1978 wurde das zuvor eigenständige Kombinat Galvanische Elemente Zwickau, seinerzeit Hauptproduzent des volkswirtschaftlich bedeutsamen Wirtschaftszweiges der Akkumulatorenfertigung, an das Kombinat FER angegliedert, die neuen Kombinatsbetriebe waren:
- VEB Berliner Akkumulatoren- und Elementewerke
- VEB Grubenlampenwerke Zwickau
- VEB Akkumulatorenwerk Sehma
- VEB Akkumulatorenbau Gröningen
- VEB Batterie und Elementefabrik Tabarz.

Das Kombinat wurde somit auch als Bergwerksausrüster, im Schienenfahrzeugbau und im Schiffbau in der DDR bedeutsam und war auch Hersteller aller handelsüblicher Batterien für den Konsumgüterbereich, auch Lithiumbatterien für den medizinischen Gerätebau (u. a. für Herzschrittmacher) wurden von FER gefertigt. Nach der Fusion beider Kombinate besaß FER bereits 45 Produktionsstandorte, mit Schwerpunkten in Thüringen, Sachsen und Berlin.

## Ausgewählte Kombinatsbetriebe und deren Erzeugnisse

### VEB Berliner Akkumulatoren- und Elementewerke
Der VEB Berliner Akkumulatoren- und Elementewerke wurde aus vier Betriebsteilen gebildet, die sich in Berlin-Oberspree,
Berlin-Oberschöneweide, Zehdenick und Gröningen befanden und insgesamt 1400 Mitarbeiter beschäftigten.
Die Hauptprodukte des Betriebes waren Bleiakkumulatoren (Fertigung auch in Zehdenick und Gröningen) für batteriebetriebene Flurförderzeuge aller Arten und Schienenfahrzeuge. Im Rahmen der RGW-Wirtschaftsverträge war das Hauptwerk mit Partnerbetrieben in Ungarn (Akkumulator Budapest) und Polen (Centra Poznań und Elektron Starograd) durch Liefer- und Kooperationsverträge bezüglich Forschung- und Entwicklung verbunden.
Die zweite Erzeugnispalette umfasste die Herstellung der Primärelemente R6, R14, und R20 auf Braunstein-Zink-Basis – insbesondere für Taschenlampen, batteriebetriebene Geräte der Unterhaltungselektronik und technisches Spielzeug. Durch Rationalisierungsmaßnahmen konnte die Rundhülsenfertigung für diese Erzeugnisse auf eine Produktionsmenge von 100 Mio. Stück/Jahr gesteigert werden. Mit der vollautomatischen Fertigungsanlage für R20 Elemente konnte der gesamte Jahresbedarf der DDR-Bevölkerung abdeckt werden und Überschüsse in die RGW-Länder exportiert wurden. Eine weitere Fertigungsanlage wurde 1986 für R14 Elemente aufgebaut, sie lieferte 1988 30 Mio. Stück.
Als dritte Erzeugnispalette wurden in Berlin seit 1984 Knopfzellen entwickelt und produziert.
Sie wurden für elektronische Uhren, Taschenrechner und andere elektronische Baugruppen auf der Basis von Silberoxid-Zink- und Braunstein-Zink-Elementen gefertigt.
Im Jahr 1987 wurde der Berliner Betrieb mit der »Wanderfahne des Ministerrates und des Bundesvorstandes des FDGB« geehrt.

### VEB Fahrzeugelektrik Brotterode
Der Kombinatsbetrieb in Brotterode hatte 1988 etwa 1000 Mitarbeiter und war Hersteller von PKW-Scheinwerfern für die DDR-Fahrzeugtypen und für den Export, unter anderem für den Moskwitsch-412 und den Shiguli 1500.

### VEB Fahrzeugelektrik Karl-Marx-Stadt (FEK)
Der Chemnitzer Betrieb war aus der 1866 gegründeten Fabrik Hermann Riemann hervorgegangen und hatte in Spitzenzeiten insgesamt 1500 Mitarbeiter mit sechs Fertigungsstätten – in Cranzahl, Flöha, Klingenthal, Niederndorf und Sehma.
Die Erzeugnispalette umfasste mehrere Typen von Lichtmaschinen für Motorräder, Dreh- und Gleichstromlichtmaschinen für PKW, Scheinwerfereinsätze für den PKW Trabant, verschiedene Heck- und Blinkleuchten, Schlussleuchten für Moped und Motorräder sowie Zündaggregate und -kontakte.
Zur Fertigung des Drei-Hebel-Unterbrechergehäuses für den PKW Wartburg wurde im Werk ein erster Industrieroboter entwickelt und aufgebaut. Die Entwicklungsabteilung verfügte bereits ab 1986 über CAD-Arbeitsplätze.

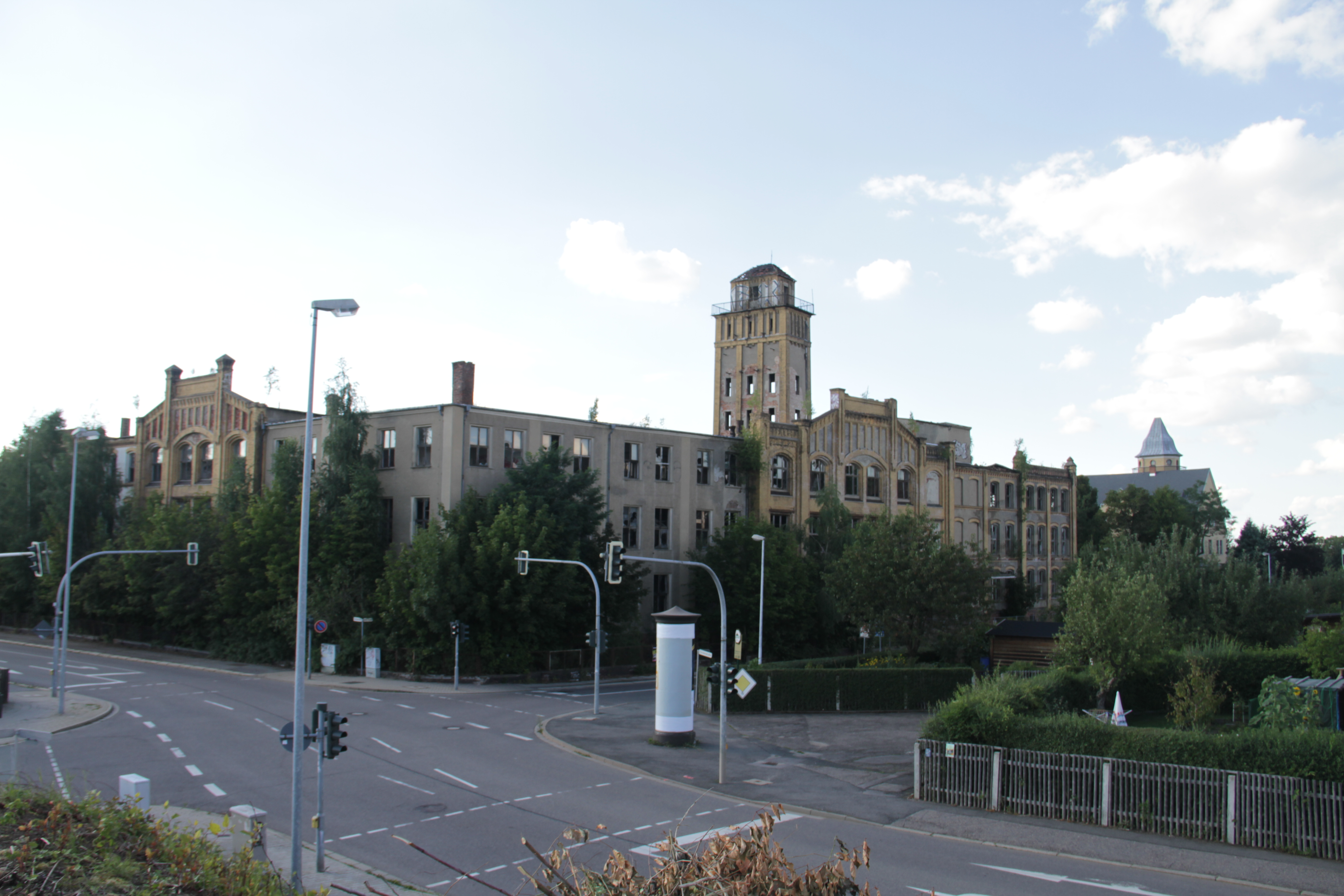
Ehemaliger VEB Fahrzeugelektrik Karl-Marx-Stadt …
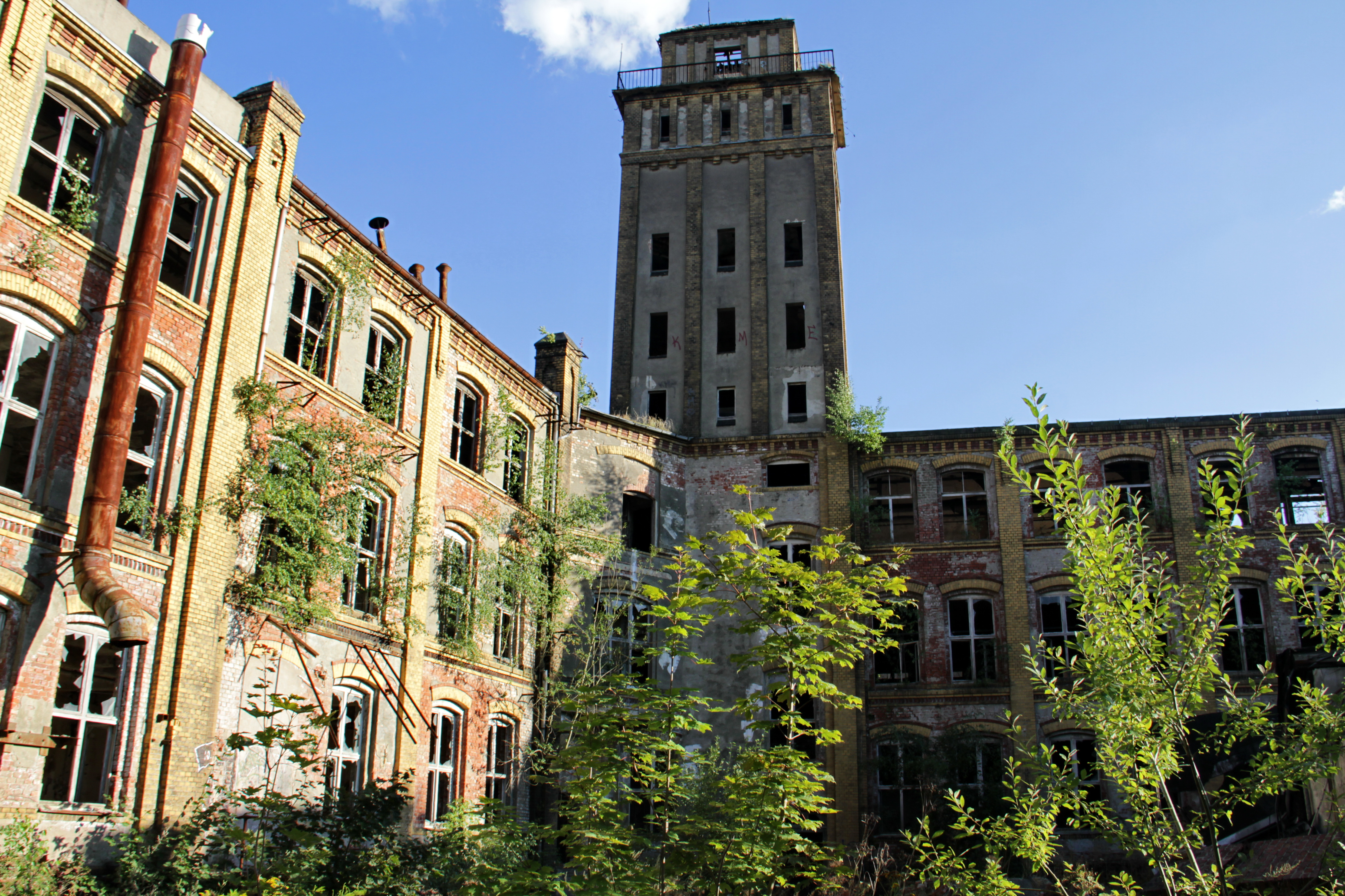
… auf dem Chemnitzer Sonnenberg

### VEB Fahrzeugelektrik Pirna (FEP)
Der Pirnaer Kombinatsbetrieb wurde 1978 eingegliedert und war zunächst auf die Herstellung aller Dreh-, Schub-, Kipp- und Wippschalter für Fahrzeuge aus der DDR-Typenpalette spezialisiert. Weiterhin wurden Sicherungshalter, Schaltkontakt-Elemente, Leitungs- und Steckverbinder produziert.
Eine zweite Fabrikationsstätte entwickelte und produzierte ab 1982 in Zusammenarbeit mit Dresdner Spezialisten die Lithium-Batterien für die Herzschrittmacher aus DDR-Produktion. Für dieses Erzeugnis wurde dem Betrieb der Karl-Marx-Orden als höchste staatliche Auszeichnung verliehen. Mitte der 1980er Jahre wurde eine weitere Fertigungslinie für Knopfzellen und Lithiumbatterien für Armbanduhren aufgebaut.

### VEB Batterie- und Elementefabrik Tabarz
Der Kombinatsbetrieb in Tabarz hatte zwei Betriebsteile in Ohrdruf und Gotha mit insgesamt 250 Mitarbeiter.
Zum ursprünglichen Fertigungsspektrum – Flachbatterien für Taschenlampen u. a. (Type 3R-12A und 3R-12B) sowie Anodenbatterien für röhrenbestückte elektronische Geräte – wurde 1978 durch Verlagerung aus dem Ruhlaer Stammwerk eine Fertigungslinie für Spulenbauteile (Zugmagnet- und Feldspulen für Anlasser, Spulen für Signalhörner) aufgebaut. Ab 1986 wurde eine Fertigungslinie »Anbauscheinwerfer« für den russischen PKW Moskwitsch übernommen.

### VEB Grubenlampen und Akkumulatorenwerk Zwickau (GAZ)
Der Zwickauer Betrieb mit einem Betriebsteil in Sehma ging aus der 1884 gegründeten Zwickauer Firma Friemann & Wolf hervor, die Beleuchtungstechnik für den Bergbau entwickelte und herstellte. Seit 1930 wurden auch Zuglicht- und Kfz-Batterien auf NiCd-Basis hergestellt. Von 1950 bis 1990 war das verstaatlichte Unternehmen der Haupthersteller von Bleistarterbatterien für alle DDR-Typen von Nutzkraftfahrzeugen und Personenkraftwagen (z. B. die Trabant-Batterie 12 V 38 Ah cf) sowie Motorrädern. Weiterhin wurden verschiedene Typen von NK-Akkumulatoren und als traditionelle Fertigungspalette Grubenlampen für den Bergbau gefertigt.
Das Zwickauer Unternehmen wurde mehrfach mit hohen staatlichen Auszeichnungen bedacht (z. B. Banner der Arbeit), es war auch »Betrieb der ausgezeichneten Qualitätsarbeit«.

## Wirtschaftsbeziehungen
Im Rahmen der Arbeitsteilung innerhalb des RGW war das Kombinat Monopolist für Fahrzeugelektrik und -elektronik in diesem Wirtschaftsraum. Die Scheinwerfer und Rücklichter für die DDR-Pkw Trabant und Wartburg kamen ebenso wie die Starter von Fahrzeugelektrik Ruhla. Des Weiteren stellte Fahrzeugelektrik Ruhla Fahrradbeleuchtung (Dynamos, Scheinwerfer, Rücklichter) her. In die Zusammenarbeit mit den Partnerbetrieben in den RGW-Staaten wurden bis 1989 beträchtliche Finanzmittel investiert, wobei das Stammwerk Ruhla in der Litauischen Sowjetrepublik den Partnerbetrieb ELEKTRA in Kaunas durch Joint-Venture Verträge förderte, ähnliche Beziehungen bestanden auch mit polnischen und tschechischen Partnern der Kombinatsbetriebe.
Bereits in den 1980er Jahren lieferte der damals volkseigene Betrieb in 40 Staaten, darunter auch nach Frankreich und Westdeutschland. Dabei handelte es sich oft um Tauschgeschäfte mit der Bundesrepublik Deutschland. So wurden etwa mehrere tausend VW Golf gegen Maschinen oder Zulieferartikel getauscht. Deshalb waren zahlreiche VW-Modelle schon vor der Wende mit FER-Scheinwerfern ausgestattet. An den VW-Modellen Golf I, Golf II und Transporter (T3) sind diese oft zu finden. Auch waren Fahrraddynamos aus dem damaligen Eisenacher Betriebsteil an westdeutschen Fahrrädern zu finden.

### Rechenzentrum Eisenach
Um dem ständig steigenden Verwaltungsaufwand gerecht zu werden, wurde mit dem Eisenacher Automobilwerk der Bau eines Rechenzentrums (mit einem sowjetischen Großrechner) beantragt und vom DDR-Wirtschaftsministerium bewilligt. Der Neubau entstand in der Eisenacher Karl-Marx-Straße, auf dem Nachbargrundstück der SED-Kreisleitung Eisenach. Die Mitarbeiterzahl war 1978 auf 10.000 Beschäftigte angestiegen, die ein Produktionsvolumen von 982 Millionen Mark erzeugten, 1979 wurde mit neuen Produkten die Milliardengrenze überschritten und 1988 erwirtschaftete das Kombinat insgesamt 2,2 Milliarden Mark an Waren und Dienstleistungen.

## Folgeunternehmen nach 1990
Als Folge des wirtschaftlichen Zusammenbruchs der DDR wurde das Kombinat FER von der Treuhandanstalt aufgelöst.
- Der noch 1989 im Umbau befindliche Betriebsteil in Brotterode wurde von der Robert Bosch GmbH übernommen und ist 2013 ein Standort der Automotive Lighting, einer Tochter der italienischen Magneti Marelli
- Das Ruhlaer Hauptwerk und die Eisenacher Fertigungsstätten waren verschlissen und für den Robert Bosch Konzern nicht attraktiv, es wurde deshalb ab 1991 durch die Robert Bosch GmbH ein Werksneubau auf dem Wartenberg errichtet, in dem Teile der ehemaligen FER-Belegschaft neue Arbeitsplätze fand.
- Ab 1992 wurde das von der Treuhandanstalt verwaltete Unternehmen als FER Fahrzeugelektrik GmbH privatisiert, 1994 zog es von seinem alten Standort in Ruhla in einen Werksneubau nach Eisenach-Stockhausen. Die in den Anfangsjahren bedeutsame Sparte „Fahrradbeleuchtung“ wurde im Jahr 2000 durch Management-buy-out als aufa FER ausgegliedert und hatte ihren Sitz in Eisenach-Stedtfeld. Im Frühjahr 2008 wurde dieses Unternehmen insolvent. Die verbliebene FER Fahrzeugelektrik GmbH firmiert seit 2008 als Truck-Lite Europe. Nach dem Verlust der ursprünglichen Geschäftspartner in den RGW-Staaten und der DDR-Automobilindustrie musste die FER Fahrzeugelektrik GmbH einen Neustart mit neuen Produkten gelingen. Zu diesem Zeitpunkt erlangte der weltweit angestrebte Einsatz der LED-Technologie im Anwendungssegment Kfz-Beleuchtung die Serienreife. Unter dem Markennamen FER entwickelte und produzierte man in Eisenach zunächst spezielle Komponenten und Bauteile für Rückleuchten, Innenleuchten, Spiegelblinkleuchten, Bremsleuchten, Seitenblinkleuchten und Seitenreflektoren.
- Auch andere Kombinatsbetriebe wurden erfolgreich privatisiert, beispielsweise das Zwickauer Grubenlampen und Akkumulatorenwerk (GAZ) – heute ein Hersteller von Akkumulatoren für Schienenfahrzeuge[13]  und Fahrzeugelektrik Pirna (FEP).

## Bauliche Zeugnisse des FER-Kombinates
Die meisten Werksgebäude in Ruhla und Eisenach wurden nach 1995 im Rahmen von staatlich geförderten Projekten zur Innenstadtsanierung abgetragen, in Eisenach befinden sich jedoch noch vier ruinöse Gebäudekomplexe:
- das einstige Hauptverwaltungsgebäude des Kombinates in der Fritz-Erbe-Straße,
- der mit Chemikalien kontaminierte Gebäudekomplex (ehemalige Galvanik) in der Oppenheimstraße,
- das Sozialgebäude mit Kantine in der Adelheidstraße
- das in einem Naturschutzgebiet gelegene ehemalige Ferienheim Am Röseschen Hölzchen

In Ruhla befindet sich die Ruine des einstigen Hauses  der Fahrzeugelektriker nahe dem Sportplatz am Waldrand.